# 小白山脈
小白山脈（ソベクさんみゃく）は朝鮮半島南部に位置する山脈。半島東部を南北に縦断する太白山脈とあわせて、朝鮮半島の背骨といわれる白頭大幹（ペクトゥデガン）をなす。
山脈は太白山脈から南西方向に分岐し、半島の中央を南下する。南端には山脈の最高峰である智異山（チリサン, 標高1915m）がそびえる。智異山は済州島の漢拏山（ハルラサン）に次いで韓国第二の高峰である。そのほか俗離山（ソンニサン）、伽耶山（カヤサン）、月岳山（ウォラクサン）、小白山（ソベクサン）など1000m級の山々が連なる。
この山脈をほぼ境にして東側が慶尚道、西側が忠清道・全羅道である（朝鮮八道参照）。日本のフォッサマグナに相当し韓国の文化を分ける境界線になっている。